# Devil World
Devil World (デビルワールド, Debiru Wārudo) est un jeu vidéo développé par Nintendo, sorti au Japon le 5 octobre 1984 et le 15 juillet 1987 en Europe, plus particulièrement en Suède, sur la NES. Le jeu a un gameplay similaire à celui de Pac-Man. C'est le seul jeu conçu par Shigeru Miyamoto n'ayant jamais été sorti aux États-Unis, bien que toutes les versions du jeu soient en anglais. Cela est dû à la politique stricte de Nintendo sur les icônes religieuses dans les jeux vidéo, qui étaient fréquentes dans ce jeu. Malgré cela, Nintendo sortit quand même son jeu en Europe. Ce jeu est l'un des premiers jeux NES sur lequel a travaillé Koji Kondo, compositeur pour Nintendo.

## Système de jeu
Le joueur contrôle Tamagon, un dragon vert qui décide d'attaquer « le monde diabolique », avec le dragon rouge contrôlé par le joueur 2. Il traverse une grande série de labyrinthes et l'objet en forme de croix chrétienne lui permet d'être plus puissant, de résister au feu et de pouvoir manger les Boa Boa dots du labyrinthe. Sans cette croix, Tamagon est complètement impuissant et ne peut pas terminer le niveau. Le grand démon ailé simplement appelé le diable danse le disco en haut de l'écran et pointe la direction du déplacement du labyrinthe. Cela peut être dangereux car Tamagon peut être pris entre deux murs du labyrinthe ou être expulsé vers la limite du labyrinthe. Quand le premier niveau est terminé, l'objectif suivant est de retrouver les quatre Bibles, les placer ensuite dans un sceau que le Diable ne peut pas prendre et ensuite voler jusqu'au prochain labyrinthe. Les Bibles donnent à Tamagon les mêmes pouvoirs que les croix.
Il devait être présent dans Super Smash Bros. Melee mais fut retiré au dernier moment à cause des croyances des démons[pas clair]. Il est cependant disponible dans la version japonaise.
Le diable du jeu fera son retour dans Super Smash Bros. Brawl en tant que personnage du trophée aide.